# Haustorium (rostliny)

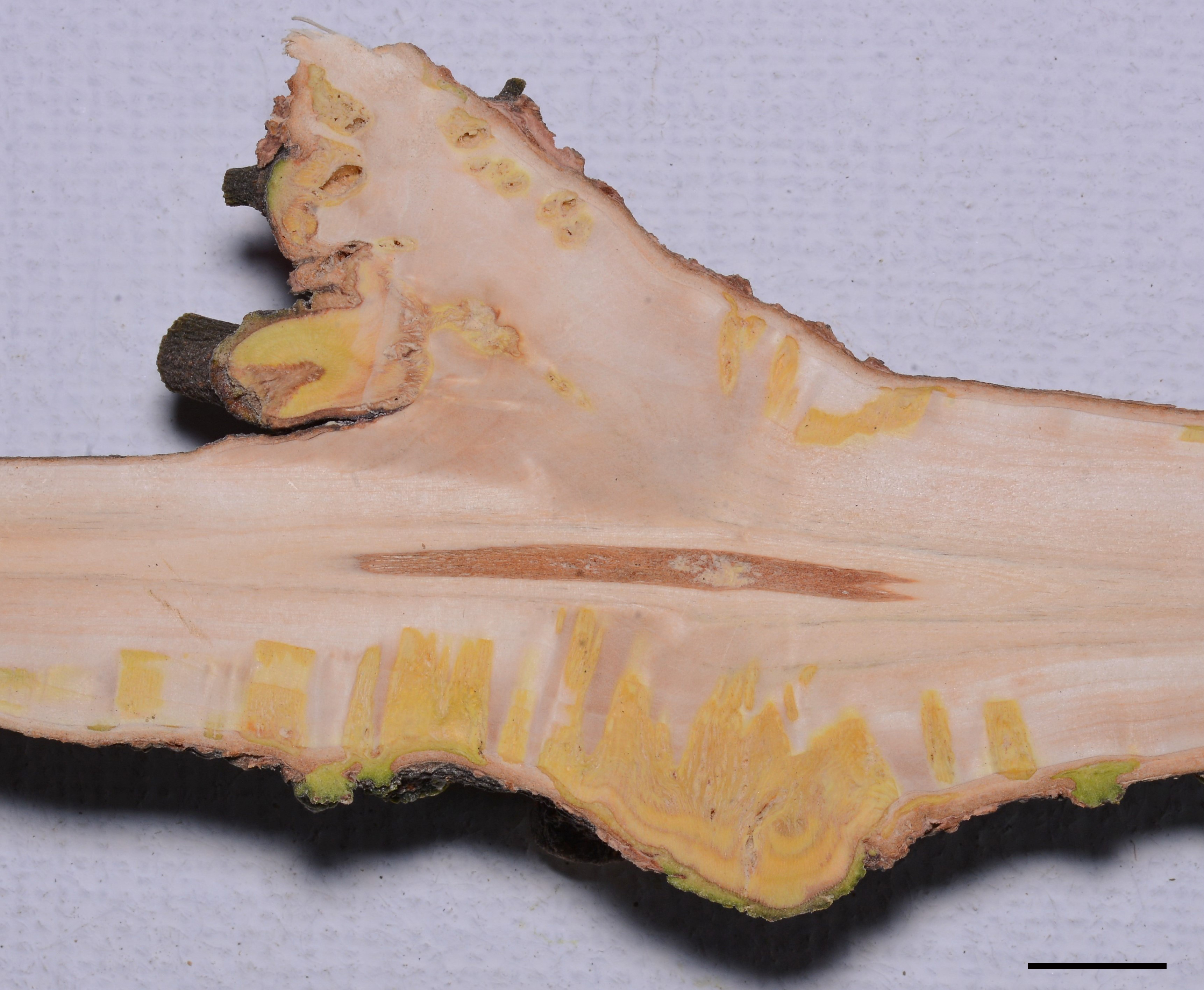
Haustoria jmelí bílého pravého (Viscum album ssp. album) v jírovci pávie (Aesculus pavia)

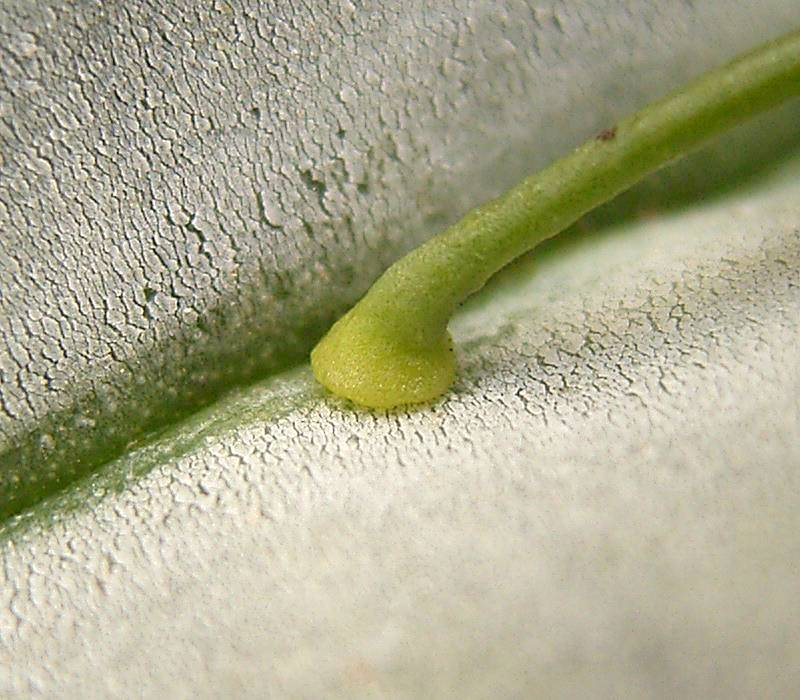
30. den od přichycení semene jmelí Viscum minimum na pryšci hrozícím (Euphorbia horrida) vrůstá haustorium do sukulentu

Haustorium (příchytný kořen, stahovací kořen) patří mezi metamorfózy kořene parazitických rostlin. Haustoria jsou kořeny, které zarůstají do cévních svazků hostitelské rostliny.
Signálem ke klíčení semen a k tvorbě haustorií parazitických rostlin rostoucích v půdě jsou i sekundární metabolity produkované kořeny příslušného hostitelského druhu.
Haustoria se dělí na:
- zelená – haustoria napojená na dřevo (xylém), ze kterého získávají vodu a minerální látky – například jmelí (Viscum album, V. abietis, V. laxum) a ochmet (Loranthus europaeus);
- nezelená – haustoria napojená současně na dřevo i lýko (floém). Z lýka přijímají cukry, ze dřeva vodu a minerální látky.